# The Uplift Mofo Party Plan
The Uplift Mofo Party Plan is het derde album van de Red Hot Chili Peppers. Het album is in 1987 uitgebracht door de platenmaatschappij EMI. Het is het enige album met de vier leden die de groep in 1983 oprichtten: Anthony Kiedis, Flea, Hillel Slovak en Jack Irons. Een jaar later, juni 1988, overleed Hillel Slovak aan een overdosis aan heroïne. Naar aanleiding daarvan nam Jack Irons ook afscheid van de band.
Het openingsnummer van het album, "Fight Like a Brave", werd gebruikt in het computerspel Tony Hawk's Pro Skater 3.
Voor twee nummers werd een videoclip gemaakt: "Fight Like a Brave" en in de jaren 90 pas voor "Behind the Sun".
In 2003 werden de eerste vier albums, waaronder dus ook "The Uplift Mofo Party Plan", opnieuw uitgebracht. Ditmaal met enkele bonusnummers.

## Tracklist
- Alle nummers zijn geschreven door Flea, Jack Irons, Anthony Kiedis en Hillel Slovak, tenzij anders genoteerd.

1. "Fight Like a Brave" – 3:53
2. "Funky Crime" – 3:00
3. "Me and My Friends" – 3:09
4. "Backwoods" – 3:08
5. "Skinny Sweaty Man" – 1:16
6. "Behind the Sun" (Michael Beinhorn, Flea, Irons, Kiedis, Slovak) – 4:40
7. "Subterranean Homesick Blues" (Bob Dylan) – 2:34
8. "Special Secret Song Inside" – 3:16
9. "No Chump Love Sucker" – 2:42
10. "Walkin' on Down the Road" (Flea, Irons, Kiedis, Cliff Martinez, Slovak) – 3:49
11. "Love Trilogy" – 2:42
12. "Organic Anti-Beat Box Band" – 4:10

2003 geremasterde versie bonusnummers
1. "Behind the Sun" (instrumentale demo) (Beinhorn, Flea, Irons, Kiedis, Slovak) – 2:55
2. "Me and My Friends" (instrumentale demo) – 1:56